# Internazionali Femminili di Tennis Città di Caserta
Gli Internazionali Femminili di Tennis Città di Caserta sono un torneo professionistico femminile di tennis giocato su campi in terra rossa. Fa parte dell'ITF Women's Circuit. Si gioca annualmente a Caserta in Italia presso il Circolo Tennis Club Caserta dal 1982.
Il torneo ha subito diverse variazioni di montepremi nel corso degli anni, partendo da $10,000 e alternandosi con $25,000 e $50,000 nel corso del tempo. Attualmente, ha un montepremi di $60,000.

## Albo d'oro

### Singolare
| Anno       | Categoria                                            | Campionessa                                          | Finalista                                            | Punteggio                                            |
| ---------- | ---------------------------------------------------- | ---------------------------------------------------- | ---------------------------------------------------- | ---------------------------------------------------- |
| 1982       |                                                      | Hana Fukárková                                       | Manuela Maleeva                                      | 6–4, 6–1                                             |
| 1983       | ITF $10,000                                          | Sandra Cecchini                                      | Sabrina Goleš                                        | 2–6, 7–6, 6–2                                        |
| 1984       | ITF $10,000                                          | Larisa Neiland                                       | Elena Eliseenko                                      | 6–2, 6–1                                             |
| 1985       | ITF $10,000                                          | Laura Garrone                                        | Laura Golarsa                                        | 5–7, 6–2, 6–4                                        |
| 1986       | ITF $10,000                                          | Gisele Miró                                          | Wiltrud Probst                                       | 6–3, 2–6, 6–3                                        |
| 1987       | ITF $10,000                                          | Laura Lapi                                           | Olga Tsarbopoulou                                    | 6–1, 6–3                                             |
| 1988       | ITF $25,000                                          | Cathy Caverzasio                                     | Andra Vieira                                         | 6–2, 3–6, 7–5                                        |
| 1989       | ITF $25,000                                          | Rachel McQuillan                                     | Emanuela Zardo                                       | 4–6, 7–5, 6–3                                        |
| 1990       | ITF $25,000                                          | Katarzyna Nowak                                      | Elena Brjuchovec                                     | 1–6, 6–2, 6–3                                        |
| 1991       | ITF $25,000                                          | Emanuela Zardo                                       | Ana Segura                                           | 6–7, 7–6, 6–1                                        |
| 1992       | ITF $25,000                                          | Kateřina Kroupová                                    | Radka Bobková                                        | 6–4, 6–2                                             |
| 1993       | ITF $25,000                                          | Sarah Pitkowski                                      | Rossana de los Ríos                                  | 7–5, 6–2                                             |
| 1994       | ITF $25,000                                          | Neus Ávila                                           | Anca Barna                                           | 6–1, 6–2                                             |
| 1995- 1999 | Non disputato                                        | Non disputato                                        | Non disputato                                        | Non disputato                                        |
| 2000       | ITF $10,000                                          | María Emilia Salerni                                 | Lamia Essaadi                                        | 6–4, 6–1                                             |
| 2001       | ITF $50,000                                          | Tathiana Garbin                                      | María José Martínez Sánchez                          | 3–6, 7–6(3), 6–2                                     |
| 2002       | ITF $50,000                                          | Klára Koukalová                                      | Mariana Díaz Oliva                                   | 7–6(4), 5–7, 7–5                                     |
| 2003       | ITF $25,000                                          | Mervana Jugić-Salkić                                 | Virág Németh                                         | 6(4)–7, 3–1 rit.                                     |
| 2004       | ITF $25,000                                          | Paula Garcia                                         | Kateřina Böhmová                                     | 0–6, 6–3, 6–2                                        |
| 2005       | ITF $25,000                                          | Ivana Lisjak                                         | Olga Vymetálková                                     | 6–3, 7–5                                             |
| 2006       | ITF $25,000                                          | Mandy Minella                                        | Alisa Klejbanova                                     | 6–2, 6–4                                             |
| 2007       | ITF $10,000                                          | Valentina Sulpizio                                   | María-Belén Corbalán                                 | 7–6(2), 0–6, 6–1                                     |
| 2008       | ITF $25,000                                          | Jelena Dokić                                         | Patricia Mayr                                        | 6–3, 6–1                                             |
| 2009       | ITF $10,000                                          | Martina Di Giuseppe                                  | Martina Gledačeva                                    | 7–6(6), 6–1                                          |
| 2010       | ITF $25,000                                          | Romina Oprandi                                       | Sloane Stephens                                      | 6–2, 6–4                                             |
| 2011       | Non disputato                                        | Non disputato                                        | Non disputato                                        | Non disputato                                        |
| 2012       | ITF $25,000                                          | Bianca Botto                                         | Aleksandra Krunić                                    | 6–1, 6–0                                             |
| 2013       | ITF $25,000                                          | Renata Voráčová                                      | Beatriz Haddad Maia                                  | 6–4, 6–1                                             |
| 2014       | ITF $10,000                                          | Isabella Šinikova (1)                                | Marianna Zakarljuk                                   | 4–6, 6–3, 6–4                                        |
| 2015       | ITF $25,000                                          | Dar'ja Kasatkina                                     | İpek Soylu                                           | 7–6(4), 6–1                                          |
| 2016       | ITF $25,000                                          | Isabella Šinikova (2)                                | Dalila Jakupovič                                     | 6–2, 4–6, 6–2                                        |
| 2017       | ITF $25,000                                          | Claire Liu                                           | Paula Badosa                                         | 6–3, 6–3                                             |
| 2018       | ITF $25,000                                          | Kimberley Zimmermann                                 | Stefania Rubini                                      | 1–6, 7–5, 6–1                                        |
| 2019       | ITF $25,000                                          | Varvara Gračëva                                      | Anna Danilina                                        | 6–3, 7–5                                             |
| 2020- 2021 | Torneo cancellato a causa della pandemia di COVID-19 | Torneo cancellato a causa della pandemia di COVID-19 | Torneo cancellato a causa della pandemia di COVID-19 | Torneo cancellato a causa della pandemia di COVID-19 |
| 2022       | ITF $60,000                                          | Kristina Mladenovic                                  | Camilla Rosatello                                    | 6–4, 4–6, 7–6(3)                                     |
| 2023       | ITF $60,000                                          | Hailey Baptiste                                      | Raluca Șerban                                        | 6–3, 6–2                                             |
| 2024       | ITF $60,000                                          | Leyre Romero Gormaz                                  | Jil Teichmann                                        | 6-2, 4-6, 6-4                                        |
| 2025       | ITF $60,000                                          | Andrea Lázaro García                                 | Alice Ramé                                           | 4-6, 6-3, 6-0                                        |

### Doppio
| Anno       | Categoria                                            | Campionesse                                          | Finaliste                                            | Punteggio                                            |
| ---------- | ---------------------------------------------------- | ---------------------------------------------------- | ---------------------------------------------------- | ---------------------------------------------------- |
| 1982       |                                                      | Elisabetta Lazzeri Paola Ippoliti                    | Francesca Ciardi Ionita Nesti                        | 2–6, 7–5, 9–7                                        |
| 1983       | ITF $10,000                                          | Helena Olsson Tine Scheuer-Larsen                    | Anna Iuale Lea Plchová                               | 6–3, 6–3                                             |
| 1984       | ITF $10,000                                          | Renata Šašak Larisa Neiland                          | Marie Pinterová Renáta Tomanová                      | 6–1, 6–3                                             |
| 1985       | ITF $10,000                                          | Patrizia Murgo Barbara Romanò                        | Gabriela Dinu Sabina Simmonds                        | 3–6, 6–4, 6–4                                        |
| 1986       | ITF $10,000                                          | Gisele Miró Bettina Fulco                            | Wiltrud Probst Marianne van der Torre                | 6–3, 6–3                                             |
| 1987       | ITF $10,000                                          | Evgenija Manjukova (1) Natalija Medvedjeva (1)       | Heike Thoms Olga Tsarbopoulou                        | 6–4, 6–3                                             |
| 1988       | ITF $25,000                                          | Jennifer Fuchs Maria Strandlund                      | Hellas ter Riet Olga Votavová                        | 7–6, 6–3                                             |
| 1989       | ITF $25,000                                          | Evgenija Manjukova (2) Natalija Medvedjeva (2)       | Nanne Dahlman Kate McDonald                          | 6–4, 6–4                                             |
| 1990       | ITF $25,000                                          | Evgenija Manjukova (3) Natalija Medvedjeva (3)       | Michaela Frimmelová Réka Szikszay                    | 4–6, 6–3, 6–1                                        |
| 1991       | ITF $25,000                                          | Inés Gorrochategui Andrea Vieira                     | Jennifer Fuchs Maria Strandlund                      | 6–2, 6–2                                             |
| 1992       | ITF $25,000                                          | Radka Bobková Jana Pospíšilová                       | Estefanía Bottini Virginia Ruano Pascual             | 6–3, 2–6, 7–6                                        |
| 1993       | ITF $25,000                                          | Karin Lušnic Maja Murić                              | Paula Cabezas Adriana Serra Zanetti                  | 2–6, 6–2, 6–4                                        |
| 1994       | ITF $25,000                                          | Flora Perfetti Virág Csurgó                          | Mami Donoshiro Kyōko Nagatsuka                       | 6–1, 7–5                                             |
| 1995- 1999 | Non disputato                                        | Non disputato                                        | Non disputato                                        | Non disputato                                        |
| 2000       | ITF $10,000                                          | Silvia Uríčková Elena Voropaeva                      | Natalia Gussoni Sabrina Valenti                      | 7–6(6), 2–6, 7–5                                     |
| 2001       | ITF $50,000                                          | Eva Bes Lourdes Domínguez Lino                       | María José Martínez Sánchez Gisela Riera             | 6–1, 7–6(5)                                          |
| 2002       | ITF $50,000                                          | Erica Krauth Vanessa Menga                           | Maja Palaveršić Marie-Ève Pelletier                  | 6–4, 6–4                                             |
| 2003       | ITF $25,000                                          | Maret Ani Giulia Casoni                              | Rosa María Andrés Rodríguez Bahia Mouhtassine        | 7–5, 7–5                                             |
| 2004       | ITF $25,000                                          | Rosa María Andrés Rodríguez Andreea Vanc             | Giulia Casoni Vladimíra Uhlířová                     | 6–1, 4–6, 6–4                                        |
| 2005       | ITF $25,000                                          | Olga Vymetálková Soledad Esperón                     | Ivana Lisjak Nadja Pavić                             | 7–5, 7–5                                             |
| 2006       | ITF $25,000                                          | Petra Cetkovská Sandra Záhlavová                     | Silvia Disderi Valentina Sulpizio                    | 6–2, 6–0                                             |
| 2007       | ITF $10,000                                          | Lisa Sabino Andrea Sieveke                           | Iryna Burjačok Varvara Galanina                      | 7–6(4), 6–2                                          |
| 2008       | ITF $25,000                                          | Han Xinyun Xu Yifan                                  | Sophie Ferguson Christina Wheeler                    | 4–6, 6–4, [10–8]                                     |
| 2009       | ITF $10,000                                          | Stefania Chieppa Giulia Gatto-Monticone              | Martina Di Giuseppe Andreea Vaideanu                 | 6–1, 6–4                                             |
| 2010       | ITF $25,000                                          | Kacjaryna Dzehalevič Irena Pavlović                  | Nicole Clerico Rebecca Marino                        | 6–3, 6–3                                             |
| 2011       | Non disputato                                        | Non disputato                                        | Non disputato                                        | Non disputato                                        |
| 2012       | ITF $25,000                                          | Katarzyna Piter Romana Tabak                         | Viktorija Golubic Aleksandra Krunić                  | 6–2, 6–4                                             |
| 2013       | ITF $25,000                                          | Danka Kovinić Renata Voráčová                        | Ana Bogdan Cristina Dinu                             | 6–4, 7–6(3)                                          |
| 2014       | ITF $10,000                                          | Samantha Harris Sally Peers                          | Ekaterine Gorgodze Sofia Kvacabaia                   | 6–3, 7–6(6)                                          |
| 2015       | ITF $25,000                                          | Ekaterine Gorgodze Sofia Šapatava                    | Alice Matteucci İpek Soylu                           | 6–0, 7–6(6)                                          |
| 2016       | ITF $25,000                                          | Amanda Carreras Alice Savoretti                      | Oleksandra Korašvili Marija Marfutina                | 6(9)-7, 7–6(5), [10–6]                               |
| 2017       | ITF $25,000                                          | Deborah Chiesa Martina Colmegna                      | Diāna Marcinkēviča Camilla Rosatello                 | 7–6(5), 6–4                                          |
| 2018       | ITF $25,000                                          | Chen Pei-hsuan Wu Fang-hsien                         | Jaimee Fourlis Ellen Perez                           | 7–6(6), 6–3                                          |
| 2019       | ITF $25,000                                          | Lizette Cabrera Julia Grabher                        | Elena Bogdan Vivien Juhászová                        | 6–3, 6–4                                             |
| 2020- 2021 | Torneo cancellato a causa della pandemia di COVID-19 | Torneo cancellato a causa della pandemia di COVID-19 | Torneo cancellato a causa della pandemia di COVID-19 | Torneo cancellato a causa della pandemia di COVID-19 |
| 2022       | ITF $60,000                                          | Despoina Papamichaīl Camilla Rosatello               | Francisca Jorge Matilde Jorge                        | 4–6, 6–2, [10–6]                                     |
| 2023       | ITF $60,000                                          | Anastasija Tichonova Moyuka Uchijima                 | Despoina Papamichaīl Camilla Rosatello               | 6–4, 6–2                                             |
| 2024       | ITF $60,000                                          | Yuliana Lizarazo Despoina Papamichaīl                | Ali Collins María Paulina Pérez                      | 4-6, 6-3, [10-3]                                     |
| 2025       | ITF $60,000                                          | Cho I-hsuan Cho Yi-tsen                              | Ariana Geerlings Wakana Sonobe                       | 6-3, 7-6(5)                                          |